# Nong Khaem
Nong Khaem est l’un des 50 khets de Bangkok, Thaïlande.

## Points d'intérêt
- Incinérateur de déchet[1],[2]